# Bolivaria
Bolivaria — рід богомолів родини Rivetinidae. Середнього розміру богомоли, крила сильно вкорочені в імаго обох статей. Мешкають у сухих степах та на скелях. Відомо 3-4 види, що зустрічаються від Південно-Східної Європи до Центральної Азії та Індії.

## Опис
Середнього розміру богомоли з кремезним тілом довжиною 3-6 см. Прості вічка добре розвинені в самців, практично редуковані в самиць, приблизно однакова завдовжки та завширшки. Передньогруди короткі, біля середини найширші, ромбоподібні. Передні тазики широкі, потужні, зазубрені. Передні стегна міцні, звужені біля основи, з 4 внутрішніми та 4 зовнішніми шипами. Передні гомілки з 8-9 зовнішніми шипами. Крила сильно вкорочені в обох статей. Передні крила непрозорі, їхній задній край сильно вигнутий, а передній трохи. Задні крила короткі.

## Ареал та різноманіття
Відомо 3 або 4 види, що населяють Південно-Східну Європу від Греції та України, Туреччину, Кавказ, Близький Схід, Центральну Азію, Іран, Афганістан, Пакистан, Індію.
Типовим видом є Bolivaria brachyptera.
- B. amnicola Mistshenko
- B. brachyptera Pallas, 1773
- B. kurda Ramme, 1950